# Loi Bichet
Pour les articles homonymes, voir Bichet.
La loi Bichet, du nom du député français Robert Bichet (1903-2000), réglemente la distribution de la presse écrite en France depuis 1947, en accordant à chaque titre le droit automatique d'être proposé à la vente sur tous les points de vente existants.

## Les précédentes lois sur la liberté de la presse
- La loi sur la liberté de la presse du 29 juillet 1881.

## La loi Bichet du 2 avril 1947
Elle concerne la distribution de la presse écrite et assure :
- la liberté de choix de l'éditeur ;
- l'égalité des éditeurs face à la distribution ;
- la solidarité entre éditeurs et coopérateurs.

Son principe est que la distribution de la presse est libre : un éditeur peut recourir à tous moyens légaux de son choix pour faire distribuer son journal.
En revanche, dès que deux éditeurs au moins mettent en commun des moyens pour assurer la distribution de leurs titres, ils ne peuvent refuser à un troisième éditeur de les rejoindre (liberté d'accès au réseau).

## Critiques
La loi Bichet est critiquée depuis de longues années[Par qui ?] en raison des coûts élevés de distribution qu'elle impliquait, dans un contexte de déclin de la presse quotidienne française en comparaison des presses étrangères avec « deux fois moins de quotidiens par habitant [en France] qu'aux États-Unis et quatre fois moins que dans les pays scandinaves et au Japon », du coût global de la distribution et de la disparition régulière des points de vente (28 000 points de vente en 2007 pour 36 000 en 1985).

## Évolution du cadre juridique
Constatant la contraction des ventes et les difficultés générales des réseaux de vente à évoluer, le député UMP Richard Mallié a déposé, le 1er avril 2010, une proposition de loi visant à abroger la loi Bichet,.
La loi no 2011-852 du 20 juillet 2011 relative à la régulation du système de distribution de la presse a amendé la loi Bichet pour aménager la gouvernance de cette activité.
Cette loi reprenait en partie les conclusions du livre vert des « États généraux de la presse » tenus durant l’automne 2008 ainsi que les propositions figurant dans un rapport sur la réforme du Conseil supérieur des messageries de presse que le président de l'Autorité de la concurrence, Bruno Lasserre, avait remis en juillet 2009 au Président de la République, Nicolas Sarkozy.
La loi de 2011 a modifié le statut du Conseil supérieur des messageries de presse (CSMP) pour lui conférer le caractère d’organisme professionnel de régulation. À côté du CSMP, elle a institué une Autorité de régulation de la distribution de la presse (ARDP) composée d’un conseiller d’État, d’un magistrat de la Cour de cassation et d’un magistrat de la Cour des comptes. Cette autorité est  chargée de donner un caractère exécutoire aux décisions normatives adoptées par le CSMP.
En 2018, le risque de faillite de Presstalis, le distributeur le plus important de France, pose de nouveau la question d'une révision de la loi Bichet : l'obligation de garantir à l'ensemble des titres de presse  une diffusion dans les 23 000 points de vente est jugée incompatible avec la diminution des ventes au numéro.
En avril 2019, le gouvernement souhaite modifier la loi pour permettre la concurrence dans la distribution de journaux à partir de 2023. En réaction, le syndicat général du livre et de la communication écrite CGT déclenche une grève de 24 heures, empêchant la diffusion des quotidiens à Paris, Lyon ou Marseille. La loi est promulguée le 18 octobre 2019, et confie la gestion de la régulation de la diffusion à l'ARCEP. Depuis le 1er janvier 2023, il n'est plus obligatoire aux messageries de Presse d'avoir un capital majoritairement détenu par les coopératives d'éditeurs.